# Ulica Lubelska w Chełmie
Ulica Lubelska w Chełmie - główna ulica miasta, łącząca centrum z zachodnią częścią Chełma.

## Przebieg
Rozpoczyna się w centrum miasta, do 2002 r. stanowiła przedłużenie biegnącej od strony Hrubieszowa ulicy Hrubieszowskiej. Obecnie rozpoczyna bieg od ronda na skrzyżowaniu z ulicami Hrubieszowską i Pocztową. Wspina się zboczem Góry Katedralnej, a następnie stromo opada w dół po chełmskiej starówce. Dochodzi do Placu Gdańskiego i prowadzi dalej na zachód mijając rondo przy Hotelu Kamena, przystanek kolejowy Chełm Miasto, zabudowania Pilichonek i jednostkę wojskową. Kończy się na rondzie zwanym potocznie jako Krzyżówki Lubelskie. Naturalnym przedłużeniem ulicy jest Ulica Podgórze prowadząca dalej prosto w kierunku granicy miasta i dalej w stronę Lublina.

## Historia
Ulica powstała już gdy zbudowano gród. Biegła ona centralnie przez miasto. Fragment traktu handlowego z zachodu na wschód z rozszerzeniem w centrum osady (dawny rynek miejski, obecny Plac Łuczkowskiego). Wraz z rozwojem miasta ulica stała się również drogą prowadzącą na położone za murami Przedmieście Lubelskie (okolice dzisiejszego Pl. Gdańskiego). W pierwszej połowie XIX w. po regulacji traktów drogowych Królestwa Polskiego ulicę przedłużono aż do rozwidlenia dróg na zachodnim krańcu miasta (obecne Krzyżówki Lubelskie - drogi w kierunku Lublina, Włodawy i Krasnegostawu). Z drugiej strony uzyskała ona połączenie z nowym traktem w kierunku Hrubieszowa - ulicą Hrubieszowską.
W 1877 r. ulicę przecięła Nadwiślańska Kolej Żelazna. Nieco dalej, na terenie Pilichonek, po obu jej stronach powstał zespół koszar wojskowych. W całości ulicę wybrukowano. Pozostawała główną ulicą przelotową miasta aż do lat siedemdziesiątych XX w., kiedy to ruch tranzytowy przerzucono na rozbudowaną ulicę Rejowiecką i wiadukt w ciągu al. Armii Krajowej, oraz zbudowano obwodnicę centrum Chełma (obecna al. Armii Krajowej i al. 1 Armii Wojska Polskiego).
Spore zmiany ulica Lubelska przeszła już po 2000 r. Odcinek w rejonie pl. Łuczkowskiego wyłączono z ruchu pojazdów, a całą ulicę na chełmskiej starówce wybrukowano. Dalszy odcinek od Pl. Gdańskiego w kierunku zachodnim kilka lat temu przeszedł kompleksowy remont, na odcinku od Pl. Gdańskiego do ul. Dreszera asfalt zastąpiono kostką, zmodernizowano rondo na skrzyżowaniu z al. Armii Krajowej, a dalszy odcinek w kierunku koszar zyskał ścieżkę rowerową. W 2010 roku zarząd dróg miejskich w Chełmie podjął decyzję o przebudowie ulicy. 15 września zespół archeologów poinformował o odnalezieniu kilu zabytków, w tym kilka ułożonych drewnianych pali

## Najważniejsze obiekty
- Bazylika NNMP i Zespół obiektów Góry Katedralnej, ul. Lubelska 2
- Kościół Rozesłania św. Apostołów i zespół Popijarski, przy skrzyżowaniu z ul. Lwowską
- Urząd Miasta, ul. Lubelska 65
- Dawny Młyn Michalenki, później Młyn nr 1, niedaleko przystanku kolejowego Chełm Miasto
- Przystanek Kolejowy Chełm Miasto
- Jednostka Wojskowa 3 Brygada Zmechanizowana
- Zabytkowa Kopalnia Kredy